# هارولد كراوتش
هارولد كراوتش (بالإنجليزية: Harold Crouch)‏ هو عالم سياسة روماني وأسترالي، ولد في 1940.